# Reichsgau de Danzigue-Prússia Ocidental
Reichsgau de Danzigue-Prússia Ocidental (em alemão: Reichsgau Danzig-Westpreußen) foi uma divisão administrativa da Alemanha nazista criada em 8 de outubro de 1939 a partir do território anexado da Cidade Livre de Danzig, da Voivodia da Grande Pomerânia (corredor polonês) e do Regierungsbezirk da Prússia Ocidental da Gau Prússia Oriental.
Antes de 2 de novembro de 1939, o Reichsgau era chamado de Reichsgau Prússia Ocidental. Embora o nome se assemelhasse ao da província prussiana pré-1920 da Prússia Ocidental, o território não era idêntico. Ao contrário da antiga província prussiana, o Reichsgau incluía a região de Bromberg. (Bydgoszcz) no sul e não tinha a região Deutsch-Krone (Wałcz) no oeste.
A capital da província era Danzig (Gdańsk), e sua população sem a cidade era (em 1939) 1.487.452. A área da província era de 26.056 km2, dos quais 21.237 km2 foram anexados ao território de Danzig e Pomerelian. Durante a curta existência do Reichsgau, poloneses e judeus naquela área foram submetidos pela Alemanha nazista ao extermínio como "subumanos".